# Gūji

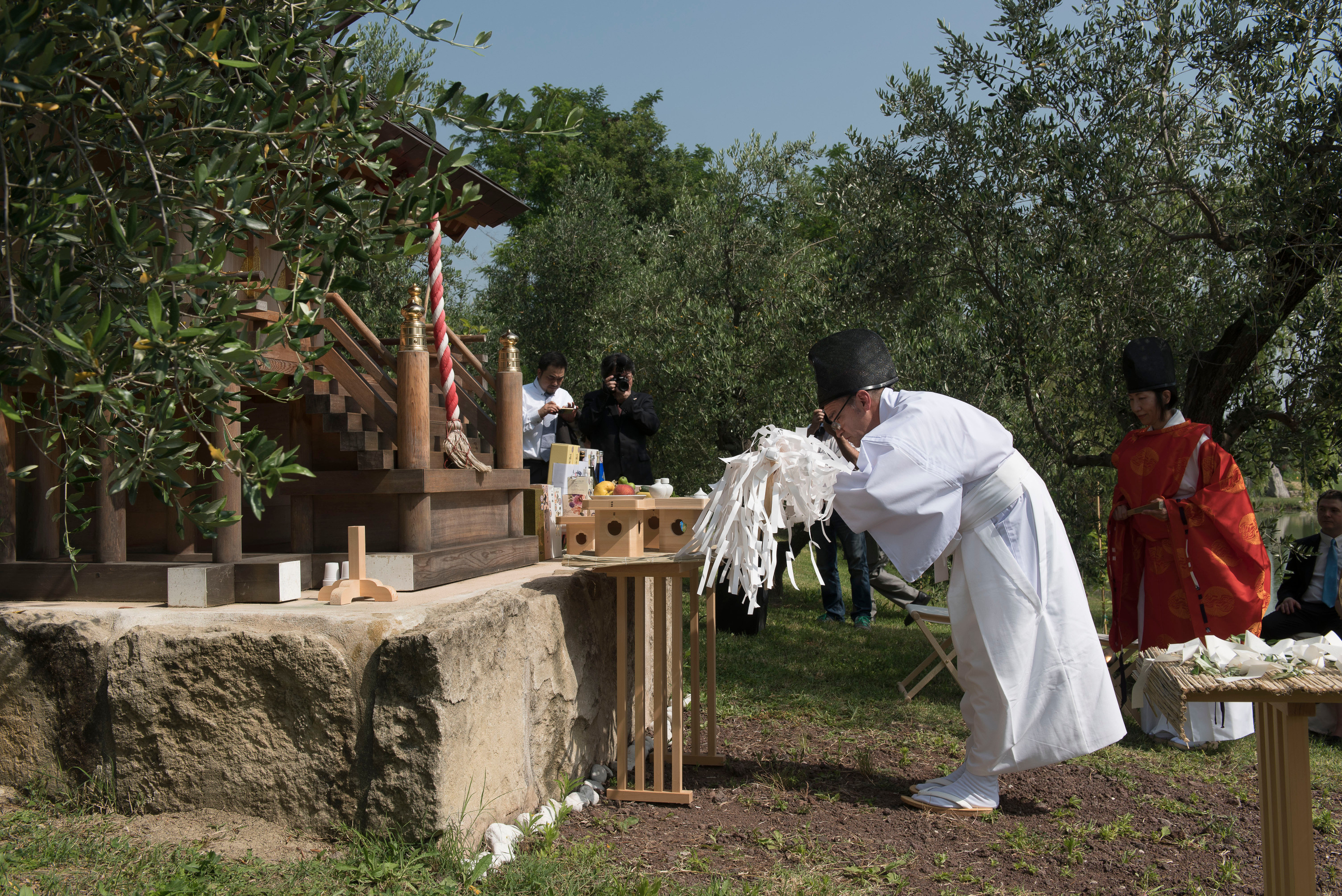
Il gūji del santuario di San Marino durante una cerimonia

Il termine giapponese gūji (宮司?) identifica il capo custode di un santuario shintoista.

## Compiti delgūji
Il gūji si occupa della manutenzione del tempio, esegue i rituali e officia le funzioni.

## Come diventaregūji
Per diventare gūji è necessario superare gli esami dati dall'associazione dei santuari Shintō (Jinja Honchō 神社本庁).
Questi test sono aperti a uomini e donne che vogliono diventare sacerdoti di Shintō.
Durante la maggior parte della storia del Giappone, l'ammissione al sacerdozio era controllata dalla Corte Imperiale, famiglie di sacerdoti e varie scuole di Shintō.
Il sacerdozio di Shintō era normalmente una professione ereditaria, passata dal padre al figlio, fino all'Era di Meiji (1868-1912).
Il 14 maggio 1871, il governo Meiji ha emesso l'ordine di abolire il sistema ereditario e la proprietà privata dei santuari.